# Lucien-Joseph Berryer
Pour les articles homonymes, voir Berryer.
Lucien-Joseph Berryer, né le 5 septembre 1850 à Paris et mort  le 28 janvier 1927 dans la même ville, est un officier de marine et homme politique français.  
Après une longue carrière militaire dans la marine, il entre en politique après la Première Guerre mondiale et devient, en 1922, le président du Parti de la Démocratie nouvelle renommé Parti de la Rénovation démocratique après l'évincement de son ancien président Eugène Letailleur. 

## Biographie
Il entre à l'École navale en octobre 1866 et en sort aspirant de 1re classe en octobre 1869. Il embarque alors sur la Belliqueuse en Nouvelle-Calédonie puis, enseigne de vaisseau (octobre 1871), passe sur l'aviso Bruat en Cochinchine et dans le Pacifique. Il y fait alors campagne deux années, apprend le tahitien et se fait remarquer en juillet 1873 dans une expédition aux Marquises où il commande une compagnie de débarquement. 
En juillet 1874, il travaille au Dépôt des cartes et plans de la Marine à l'hydrographie de Tahiti et de Moorea ainsi qu'au Service des instruments. Il est affecté en janvier 1875 à l’École des défenses sous-marines de Boyardville dont il sort breveté torpilleur. Il sert alors dans le Pacifique sur le croiseur Seignelay (1876-1878). 
Lieutenant de vaisseau (janvier 1879), détaché à l'observatoire de Montsouris, il commande une escouade d'apprentis en 1880 à l’École de canonnage à Toulon sur le Souverain et devient officier d'ordonnance et secrétaire de l'amiral commandant en sous-ordre l'escadre d'évolutions sur le Trident (1891). 
Après la campagne de Tunisie, il est capitaine d'une compagnie d'apprentis fusiliers à la division de Lorient en 1883, officier canonnier et professeur d’artillerie sur la frégate-école d'application des aspirants Iphigénie. Il est envoyé ensuite à la Direction générale des torpilles à Paris (1886) puis commande la canonnière Étoile à la division de l'Atlantique Sud (juillet 1887). 
Aide de camp du ministre (janvier 1890), il sert à l’État-major général et en prend la direction après avoir été promu en janvier 1891 capitaine de frégate. En 1892, il est second sur le croiseur Sfax en Méditerranée et effectue une mission à Fiume pour y commander la Commission de recettes des torpilles Whitehead (août 1893). 
En mars 1894, il commande l' Hirondelle en Tunisie. Chef d'état-major de la division d'instruction rattachée à l’École supérieure de marine sur l' Amiral-Charner (1896), il est promu capitaine de vaisseau en septembre 1897. Attaché au Comité des inspecteurs généraux, il dirige en 1898 les mouvements du port de Toulon et est nommé l'année suivante aux commandes de l' Amiral-Charner et au commandement en second de l’École supérieure de marine où il enseigne la tactique. 
Il commande en 1900 le cuirassé Jauréguiberry en escadre de méditerranée puis en 1902 le Duguay-Trouin et l’École d'application des enseignes et obtient alors deux témoignages de satisfaction. 
Contre-amiral (juillet 1907), major général à Cherbourg, commandant d'une division envoyée sur les côtes du Maroc (juin 1908) puis de la 3e division en escadre du Nord, il prend en 1909 le commandement d'une division de l'escadre de Méditerranée avec pavillon sur le Bouvet et est promu vice-amiral en octobre 1911. 
Préfet maritime de Lorient (octobre 1911) puis de Brest (février 1914), il y organise la mobilisation et la direction des mouvements dans l'Atlantique avant de prendre sa retraite en septembre 1915. 
Il est élu à l'Académie de marine dès sa refondation en 1921.

## Distinctions
- Grand officier de la Légion d'honneur (11 juillet 1914)
  -  Commandeur de la Légion d'honneur (12 juillet 1911)
  -  Officier de la Légion d'honneur (11 juillet 1895)
  -  Chevalier de la Légion d'honneur (29 décembre 1883)
- Officier d'académie
- Son bicorne et sa casquette de grande tenue sont conservés sur le Musée virtuel des Étoiles[2].